# Père Damien
Pour les articles homonymes, voir Père Damien (homonymie).
Jozef de Veuster, né le 3 janvier 1840 à Tremelo en Belgique et mort le 15 avril 1889 à Molokaï à Hawaï, est un prêtre missionnaire catholique membre de la congrégation des Sacrés-Cœurs de Jésus et de Marie connu sous le nom de père Damien. Il est célèbre pour son travail de missionnaire dans le Pacifique, spécialement auprès des lépreux relégués par les gouvernements locaux sur l'île de Molokai à Hawaï. Durant son ministère, il contracta lui-même la lèpre en 1884. S'identifiant totalement avec ses fidèles, il accepta de ne plus quitter Molokai et y poursuivit son travail pastoral et missionnaire jusqu'à sa mort en 1889. 
Pour cette raison, il est considéré par l'Église catholique comme un « martyr de la charité ». Pour les catholiques, saint Damien de Molokaï est le saint patron protecteur des lépreux. Il est célébré localement par les Hawaïens le 15 avril. L'Église catholique  le célèbre le 10 mai, date de son arrivée sur l'île de Molokai. Il a été canonisé le 11 octobre 2009 par le pape Benoît XVI à la basilique Saint Pierre à Rome.

## Biographie

### Jeunesse et formation

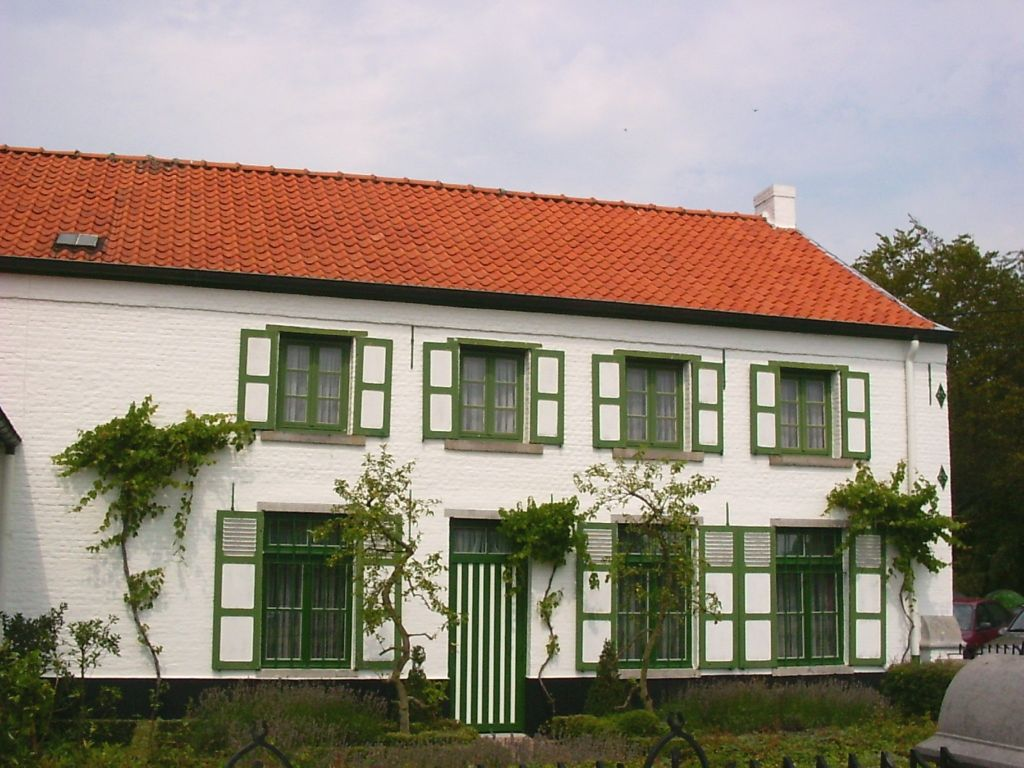
Maison natale du père Damien.

Jozef (Jef) de Veuster est né le 3 janvier 1840 dans le hameau de Ninde de Tremelo dans le Brabant flamand en Belgique. Il est le septième enfant de Frans de Veuster, un marchand de maïs, et d'Anna-Katrien Wouters. Après avoir suivi l'enseignement primaire en flamand dans une école de Werchter, un village voisin, il est envoyé, en 1858, à Braine-le-Comte pour y améliorer son français. Il n'y reste pas longtemps puisqu'au début de l'année 1859, il arrive à Louvain pour y demander son admission chez les pères des Sacrés-Cœurs de Jésus et de Marie (dits Picpuciens), un ordre missionnaire chrétien fondé par Pierre Coudrin et Henriette Aymer de la Chevalerie en 1800. Il commence son noviciat en février et prend pour nom religieux Damien en référence à saint Damien. Il suit ainsi les pas d'Auguste, son frère aîné qui l'a inspiré.
À la fin de son noviciat à Louvain, Damien est envoyé à Paris (au couvent de la rue de Picpus). Il y prononce ses vœux le 7 octobre 1860. Il fait "du latin et du grec du matin au soir" écrit-il à ses parents. 
En septembre 1861, il est de retour à Louvain pour les études de philosophie et théologie qui le préparent plus immédiatement au sacerdoce.

### Départ pour les îles du Pacifique

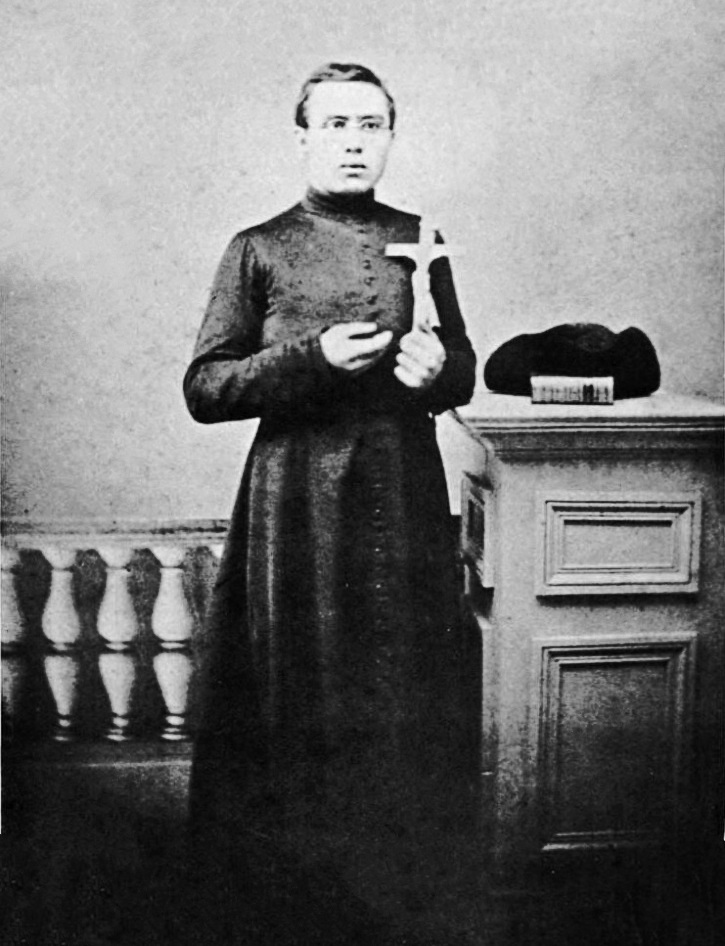
Damien à l'âge de vingt-trois ans, prenant la pose de son héros le jésuite François Xavier, 1863, Archives du Sacré-Coeur, Louvain.

En octobre 1863, un groupe de missionnaires est prêt à partir pour les îles du Pacifique. Auguste (en religion père Pamphile, qui vient d'être ordonné prêtre) devrait en faire partie. Mais il tombe gravement malade, sans doute du typhus. Damien se porte immédiatement volontaire pour le remplacer. Son offre est acceptée. Après un dernier pèlerinage, en famille, à Notre-Dame de Montaigu, il part pour Brême. Le 30 octobre 1863, Damien s'embarque. Le voyage dure plus de quatre mois. Il ne connaît presque rien de la destination pour laquelle il s'embarque.
Son frère Auguste restera de santé fragile et ne partira jamais en pays de mission. Cependant, ils resteront très liés et leur correspondance assidue est une source importante d'informations sur ce que fut la vie de Damien.

### Un prêtre missionnaire
Le 19 mars 1864, à 24 ans, il débarque à Honolulu. Ce qui le frappe d'abord c'est l'accueil chaleureux des habitants et leur ferveur. Quelques jours après la Pentecôte, le 21 mai de la même année, il est ordonné prêtre dans la cathédrale d'Honolulu avec deux autres séminaristes. Désormais il signe ses lettres du seul titre qui lui tient à cœur : prêtre-missionnaire. 
Comme première mission, le jeune prêtre est envoyé dans le district de Puna, au sud-est de l'ile d'Hawaï, littéralement au pied du volcan Kīlauea. Il est presque toujours en route, visitant les communautés chrétiennes, baptisant fréquemment et construisant des chapelles. Il en reçoit le surnom de « prêtre-menuisier ». 
Pour aider un confrère surchargé, il demande et obtient en 1866 son transfert dans les districts de Kohala et Hamakua, où il reprend ses tournées pastorales. Bientôt il s'y retrouve seul prêtre. Il lui coûte beaucoup de n'avoir personne à qui se confesser. Le catéchisme, quatre écoles catholiques à superviser et surtout la construction de chapelles l'occupent. Pour les chapelles il obtient l'aide d'un frère religieux. 
Le père Damien appartient à son époque : il voit la hantise des âmes qui se perdent faute de baptême. La compétition avec les protestants, avec lesquels les conflits sont fréquents, fait partie de l'effort missionnaire. Kawaihae, Waiapuka, Waipio (1867), Kapulena (1868), Halawa (1870) sont quelques-unes de ces chapelles construites ou réparées. Les fidèles doivent participer au projet de « leur » chapelle, financièrement ou autrement.

### Sur l'île de Molokai

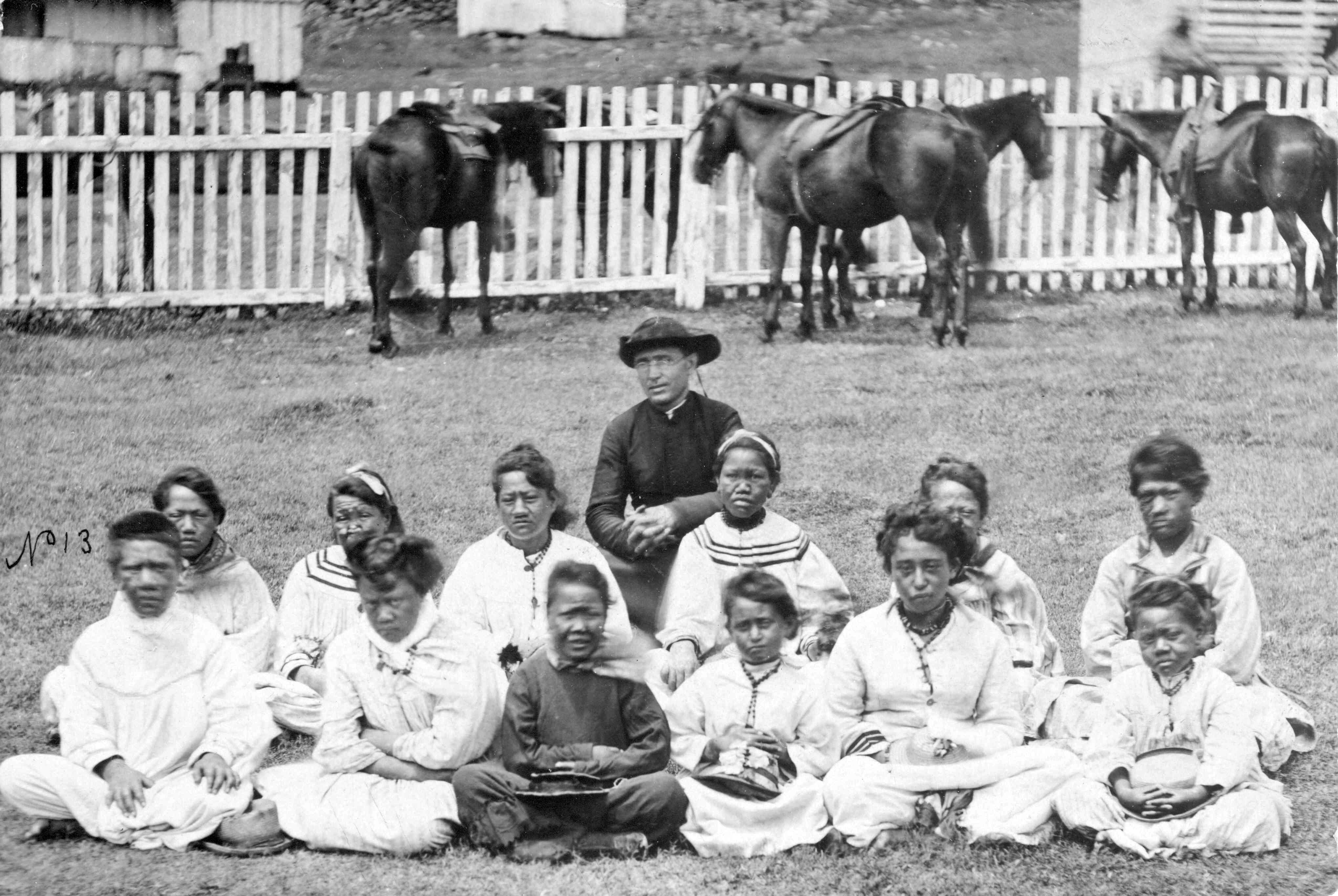
Le père Damien parmi les jeunes filles de la chorale de Kalawao à la léproserie de Kalaupapa, Molokai, vers 1878.

Pour freiner la propagation de la lèpre, le gouvernement avait décidé, en 1865, de créer une léproserie à Molokai, une île voisine, et d'y déporter tous ceux qui étaient atteints de ce mal alors incurable. Leur sort préoccupe les autorités religieuses.
Le 4 mai 1873, l'évêque lance un appel aux missionnaires. Il cherche des volontaires pour se rendre à tour de rôle apporter un secours spirituel aux lépreux de l'ile de Molokaï. Damien se trouve parmi les quatre volontaires choisis. Le 10 mai, l'évêque et le père Damien débarquent à Molokai. Il restera définitivement à Molokaï. À Honolulu, la presse locale l'acclame comme un héros. 
Les malades arrivent par navires entiers à Molokaï. Le prêtre-missionnaire est ému : Les pauvres chrétiens à moitié mourant criaient à grands cris pour avoir un prêtre avec eux. Pendant sept ans, bien des malheureux sont morts sans recevoir soit le baptême, soit les sacrements des mourants.
Dans cet enfer, il devient le pasteur de 800 lépreux, ainsi que leur médecin. La progression de la maladie est rapide et effrayante ; la mortalité élevée. Il partage leur vie et est amené à prendre en main les problèmes matériels de ses fidèles. Peu à peu, il construit une vraie communauté avec une église, des chemins, un hôpital, une école, un orphelinat, et organise la vie sociale et éducative comme religieuse de ses lépreux. Il s'identifie à eux : « Nous autres lépreux », écrit-il dans ses lettres.
Son amour évangélique pour les lépreux force l'admiration de tous, y compris d'un médecin agnostique, Arthur Mouritz, qui visite régulièrement l'île entre 1883 et 1888. Il lui rendra un vibrant témoignage. Les protestants également sont admiratifs même si le père Damien n'est pas tendre avec eux : Les hérétiques sont toujours en embuscade pour surprendre mes pauvres chrétiens. Son catholicisme intransigeant ne l'empêche pas de voir le bien que font certains protestants, comme ce luthérien allemand, représentant du gouvernement dans la léproserie de Molokai. « Il n'a plus qu'un petit pas à faire pour être tout à fait catholique ».
En octobre 1881, Damien reçoit la plus haute décoration hawaïenne. Dans la lettre qui accompagne la décoration de chevalier commandeur de l'ordre royal de Kalakaua, la princesse Liliʻuokalani, alors régente du royaume d'Hawaï, lui exprime en termes très chaleureux sa profonde admiration. À en juger par la mention qu'il en fait dans ses lettres, Damien est touché par cette reconnaissance publique de son œuvre.

### Lépreux parmi les lépreux

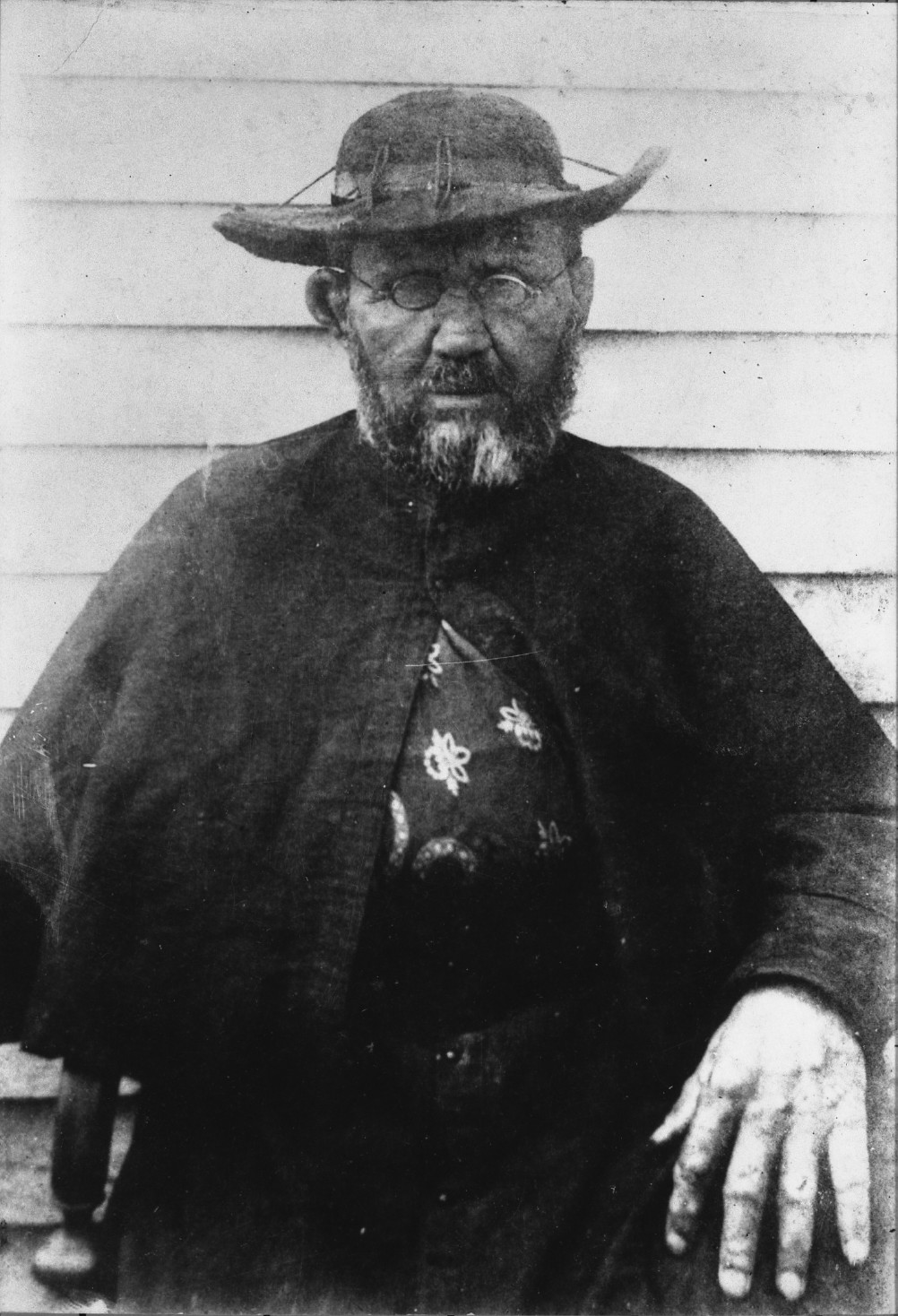
Damien, quelques mois avant sa mort.

En décembre 1884, le docteur Arning informe le père Damien : il est atteint par la lèpre. Le diagnostic est confirmé en janvier 1885. Il en parle à son ami Charles Stoddard : « Je suis réputé moi-même attaqué de la terrible maladie. Les microbes de la lèpre se sont finalement nichés dans ma jambe gauche et dans mon oreille. Ma paupière commence à tomber ». 
Au début de 1886 une lettre de l'évêque d'Honolulu en annonce la nouvelle dans un périodique missionnaire catholique. Mais, débordant la presse confessionnelle et locale, elle fait rapidement le tour du monde. Les médias font de Damien un soldat héroïque blessé à mort sur le champ de bataille de la lèpre. Les dons affluent. Une souscription est ouverte sur le journal The Times londonien par l'ecclésiastique anglican, le Docteur Chapman. Des volontaires arrivent à Molokai : l'abbé Conrardy en mai 1888 et trois religieuses franciscaines en novembre, dont l'américaine Mère Marianne Cope (dans le civil Barbara Koob) qui, comme Damien, sera elle aussi canonisée plus tard (en 2012). Les supérieurs religieux de Damien sont débordés, et peu contents de voir toute l'attention du monde et des bienfaiteurs se tourner vers un seul homme, ignorant le travail des autres missionnaires.
Damien n'accepte pas facilement ce qui lui arrive. Il était tellement convaincu d'être protégé par la Vierge Marie pour qui il a une dévotion sans bornes ! Dans sa correspondance il évite d'abord le mot 'lèpre'. Après quelques mois, il se résigne et fait face avec courage. Dans une lettre à son provincial : « Il n'y a plus de doute pour moi : je suis lépreux ». Homme de foi, il ajoute « Que le Bon Dieu soit béni ! »
À l'épreuve physique s'ajoute une épreuve morale. Son compagnon lui est retiré. Damien est de nouveau seul prêtre à Molokai. Plus grave encore - la lèpre étant souvent associée à la Syphilis à l'époque - il est soupçonné d'avoir eu des relations sexuelles. Il accepte de se soumettre à un examen médical (le docteur Arning) qui se révèle négatif. Finalement, son supérieur restreint drastiquement ses visites et contacts à Honolulu. Damien est un homme très seul, soutenu cependant par l'amour de ses lépreux. Il l'écrit lui-même dans ses lettres : plus que la lèpre ce sont les soupçons et incompréhensions de ses supérieurs qui le font souffrir.

### Sa mort

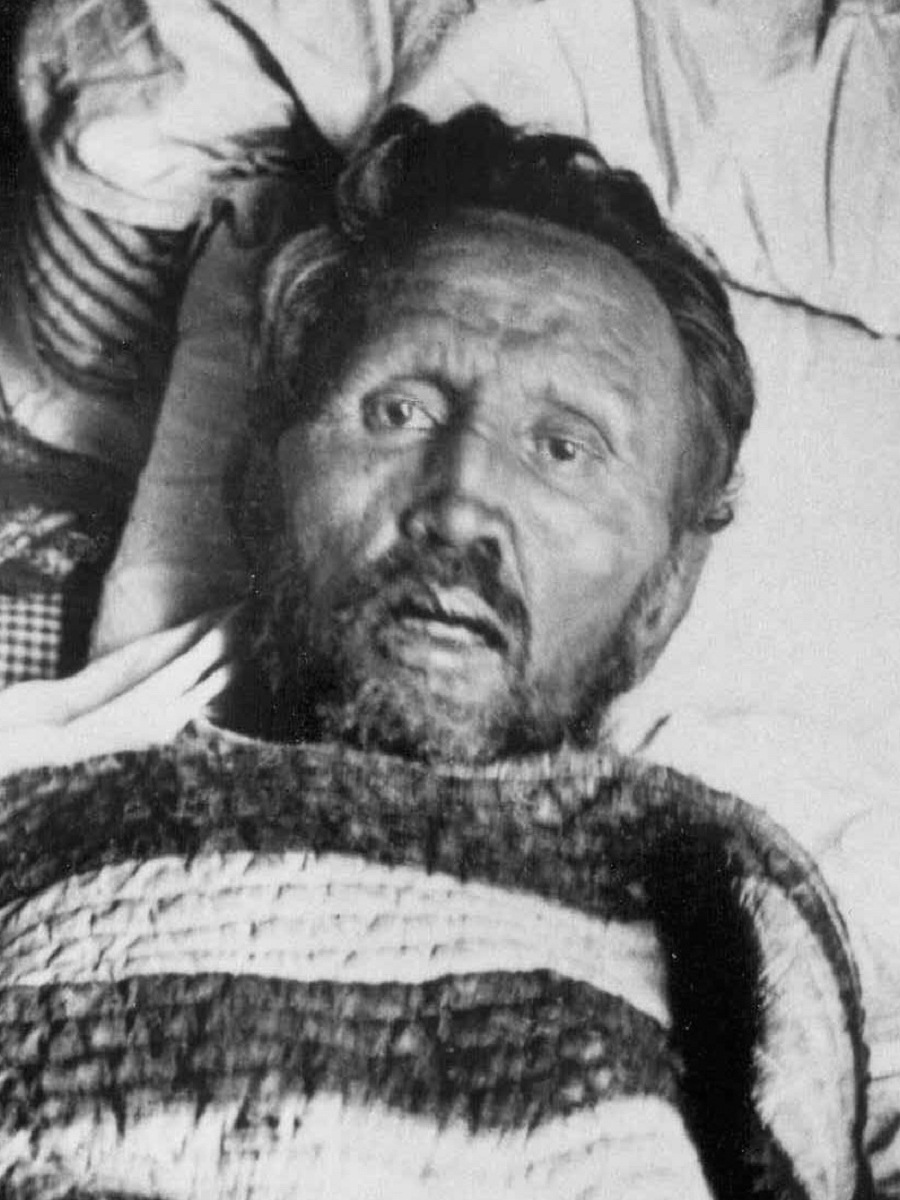
Le père Damien sur son lit de mort.

Damien continue cependant ses activités pastorales comme le développement des deux villages sous sa responsabilité, Kalawao et Kalaupapa : canalisations d'eau, agrandissement de l'hôpital, route entre les deux villages, reconstruction de l'église. Médicalement il s'observe et s'analyse, communiquant ses idées sur la propagation de la lèpre. Il reçoit beaucoup d'aide financière, et des volontaires le visitent, mais il reste seul. 
Assisté du père Conrady (qui lui succédera) et de trois autres collaborateurs, il continue d'assumer sa mission jusqu'à 2 semaines avant sa mort. Il décède le 15 avril 1889, à Kalaupapa sur l’île de Molokai, Hawaï à l'âge de 49 ans. Le 12 février 1889 il avait écrit une dernière lettre à son frère, le père Pamphyle : « je suis toujours heureux et content, et quoique bien malade, je ne désire que l'accomplissement de la sainte volonté du bon Dieu… »
Robert Louis Stevenson se rend à Hawaï pour rencontrer toutes les personnes ayant connu le père Damien, à la fois des amis et des accusateurs. Il revient en Angleterre et publie dans le Times une longue description de la vie de Damien, balayant au passage les violentes critiques et démontrant leur fausseté une par une. D'après lui, les deux raisons principales sont la méconnaissance de la maladie (on croyait que la syphilis était le premier stade de la lèpre, donc que Damien n'aurait pas respecté son vœu de chasteté) et la jalousie des missionnaires protestants dont C. M. Hyde de l'île d'Hawaï qui ont vu leur « public » décroître au fur et à mesure que la célébrité de Damien croissait.

### Hommages

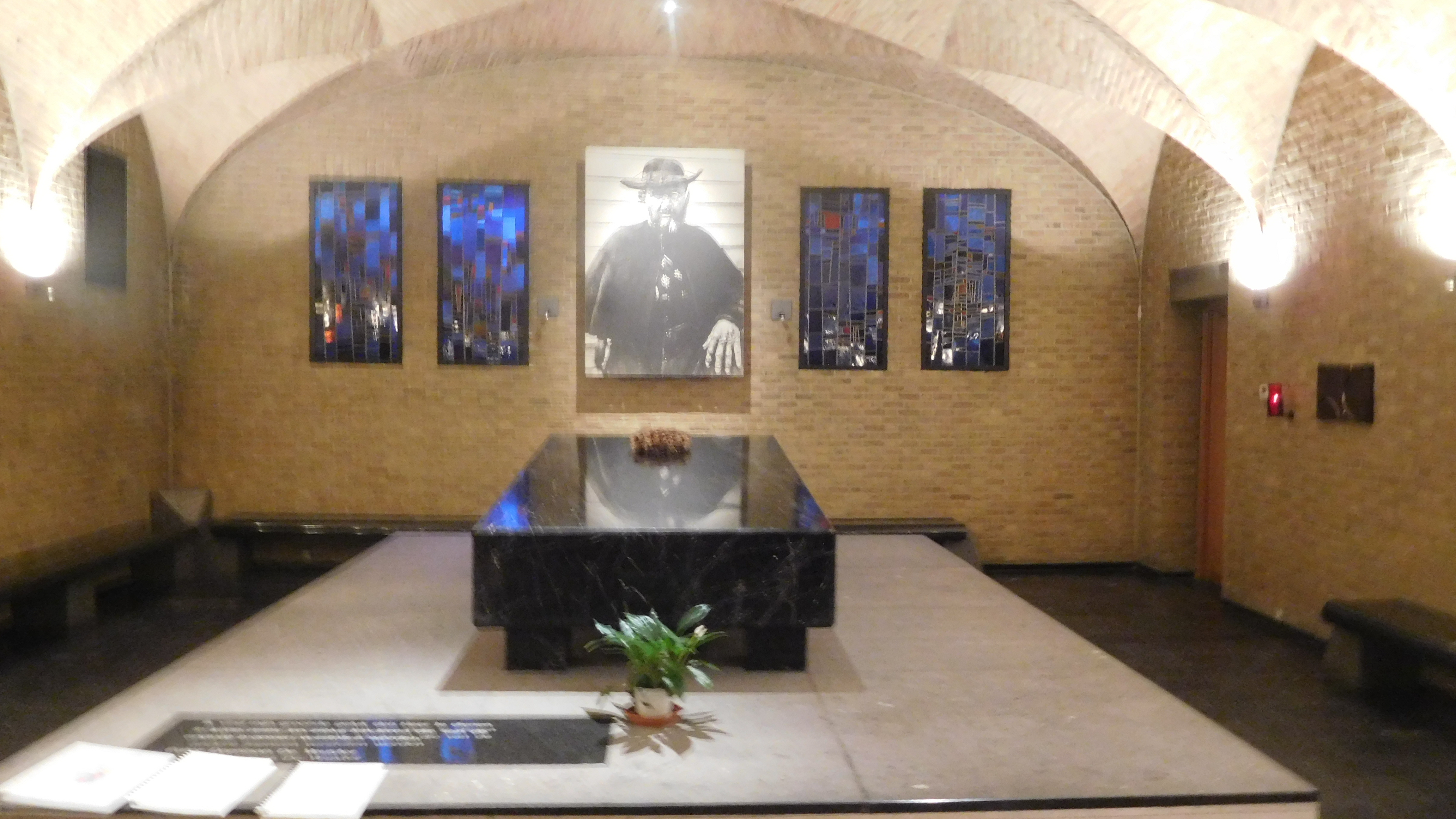
Le corps du père Damien repose dans la crypte de l'église Saint-Antoine, à Louvain.

- Son corps est rapatrié en Belgique par le Mercator en 1936, et termine son long périple à Louvain, où il est inhumé dans la crypte de l'église Saint-Antoine.
- En 1945, le Mahatma Gandhi rend hommage à l'héroïsme du père Damien : « Le monde politique et journalistique ne connaît pas de héros dont il peut se glorifier et qui soit comparable au père Damien de Molokai[12] ».
- Lorsque Hawaï accède à la fédération des États-Unis, ce sont les statues du roi Kamehameha (1959) et du père Damien que ce nouvel État choisit de placer au Capitole de Washington comme « personnes ayant joué un rôle important dans son histoire ».
- En 1989, la Belgique organise l'année Damien.
- La ville de Tremelo a fait une fête en l'honneur de Damien. Le bourgmestre y a invité Barack Obama[13].
- Plusieurs villes et communes de Belgique (et d'ailleurs) l'ont publiquement honoré.

### Béatification
Le 4 juin 1995 à Bruxelles, sur le parvis de la basilique du Sacré-Cœur, il est béatifié par le pape Jean-Paul II. Après cette cérémonie une relique (main droite) du père Damien a été transférée à Molokaï et y a été enterrée le 22 juillet 1995 à Kalawao.

### Canonisation
Le 3 juillet 2008, il a été annoncé que la Congrégation pour la Cause des Saints, puis le pape Benoît XVI, avaient approuvé la canonisation du père Damien. La nouvelle a été transmise au cardinal et primat de Belgique Godfried Danneels. Benoît XVI l'a canonisé le 11 octobre 2009. Barack Obama affirme le jour même son « admiration » pour la vie du père Damien de Molokai.

### Liturgie
- Il est de coutume de fêter un bienheureux ou saint le jour de sa mort, appelé Dies Natalis (Naissance au ciel). Pour saint Damien de Molokaï, mort un 15 avril, il en est autrement. Pour mettre en relief la figure de Damien et pour éviter que sa fête liturgique ne tombe lors des fêtes de Pâques, Jean-Paul II a choisi la date du 10 mai. Ce jour correspond à l'arrivée du père Damien à la léproserie de Molokaï en 1873[16].
- Neuvaine au Père Damien : à l'occasion de la canonisation du père Damien, « Damiaan Vandaag », le Centre Damien de Louvain, a présenté une nouvelle version de la neuvaine écrite en 1995. Cette neuvaine est largement diffusée aux pèlerins qui se rendent sur la tombe de l'Apôtre des Lépreux.
- Liturgie des Heures : les offices sont à prendre au Commun des Saints. L'oraison est propre à saint Damien. Pour l'Office des Lectures, la deuxième lecture regroupe trois extraits de lettres écrites par le père Damien[17].
- Propre de la Messe en l'Honneur de Damien : un changement important dans la célébration est à signaler depuis la canonisation. Désormais, l’Évangile est celui du lavement des pieds en Jean 13[18].

## Héritage

### Action Damien
Action Damien voit le jour en 1964. Cette association sans but lucratif est une organisation non gouvernementale (ONG) belge qui lutte contre la lèpre, la tuberculose et la leishmaniose (ou lèpre des montagnes) dans 14 pays d'Afrique, d'Asie et d'Amérique latine, en travaillant presque exclusivement avec du personnel local. Elle finance aussi des recherches scientifiques. Plus de la moitié de ses besoins sont couverts par la population belge, notamment par la vente de marqueurs lors de la campagne annuelle du dernier week-end de janvier.

### L'association Damien de Molokaï
L'association Damien de Molokaï a été créée par de jeunes étudiants en 1993 à Paris. Son action est inspirée de trois aspects de la vie de saint Damien : son travail auprès des marginaux, sa détermination à faire que chaque homme et chaque femme puisse trouver son épanouissement personnel et enfin son respect des différences.